# Карловское сельское поселение
Карловское се́льское поселе́ние — муниципальное образование в Колпнянском районе Орловской области Российской Федерации.
Административный центр — деревня Клевцово.

## История
Статус и границы сельского поселения установлены Законом Орловской области от 19 ноября 2004 года № 448-ОЗ «О статусе, границах и административных центрах муниципальных образований на территории Колпнянского района Орловской области».

## Население
| 2010  | 2012  | 2013  | 2014  | 2015  | 2016  | 2017  |
| ----- | ----- | ----- | ----- | ----- | ----- | ----- |
| 1527  | ↘1449 | ↘1412 | ↘1363 | ↘1315 | ↘1281 | ↘1260 |
| 2018  | 2019  | 2020  | 2021  | 2023  |       |       |
| ↘1231 | ↘1226 | ↘1225 | ↗1320 | ↘1293 |       |       |

## Состав сельского поселения
| №  | Населённый пункт | Тип населённого пункта          | Население |
| -- | ---------------- | ------------------------------- | --------- |
| 1  | Александровка    | деревня                         | 9         |
| 2  | Андреевка        | деревня                         | ↘136      |
| 3  | Берёзовка        | деревня                         | 58        |
| 4  | Верхнее Карлово  | деревня                         | 20        |
| 5  | Даниловка        | деревня                         | 17        |
| 6  | Доробино         | деревня                         | 16        |
| 7  | Екатериновка     | деревня                         | ↘93       |
| 8  | Клевцово         | деревня, административный центр | ↘398      |
| 9  | Кузьминовка      | деревня                         | 7         |
| 10 | Михайловка       | деревня                         | ↘131      |
| 11 | Нижнее Карлово   | деревня                         | ↘130      |
| 12 | Покровка         | деревня                         | ↘286      |
| 13 | Сергеевка        | деревня                         | 19        |
| 14 | Хорошевка        | деревня                         | 64        |
| 15 | Черниково        | деревня                         | ↘64       |
| 16 | Шушляпино        | деревня                         | ↘79       |